# Anthopleura mortenseni
Anthopleura mortenseni is een zeeanemonensoort uit de familie Actiniidae.
Anthopleura mortenseni is voor het eerst wetenschappelijk beschreven door Carlgren in 1941.